# Dick van Mourik
Dirk (Dick) van Mourik (Amsterdam, 10 oktober 1921 - Rijnsaterwoude, 17 september 2018) was een Nederlands architect die diverse bekende gebouwen in Nederland ontwierp. Na een vooropleiding aan de Hogere technische school in Nederland en een opleiding op Celebes (1946) studeerde Van Mourik uiteindelijk bouwkunde in Delft. Hij had een zelfstandig bureau sinds 1955. Na 1980 werkte Van Mourik samen met ir. Peter Vermeulen. Hij overleed uiteindelijk op 96-jarige leeftijd.

## Bekende ontwerpen
- Horstcomplex Campus Universiteit Twente (1960)
- Sint-Josephkerk (Wateringen) (1965)
- IBM-complex Uithoorn
- Rijksscholengemeenschap Almere
- Smedinghuis Lelystad (Du Pon & Van Mourik) (1972)
- CBS Voorburg (Du Pon & Van Mourik) (1974)
- Academisch Medisch Centrum Amsterdam (met Duintjer, Istha, Kramer & Van Willegen) (1981)
- Dr. Anton Philipszaal Den Haag (met Peter Vermeulen) (1987)

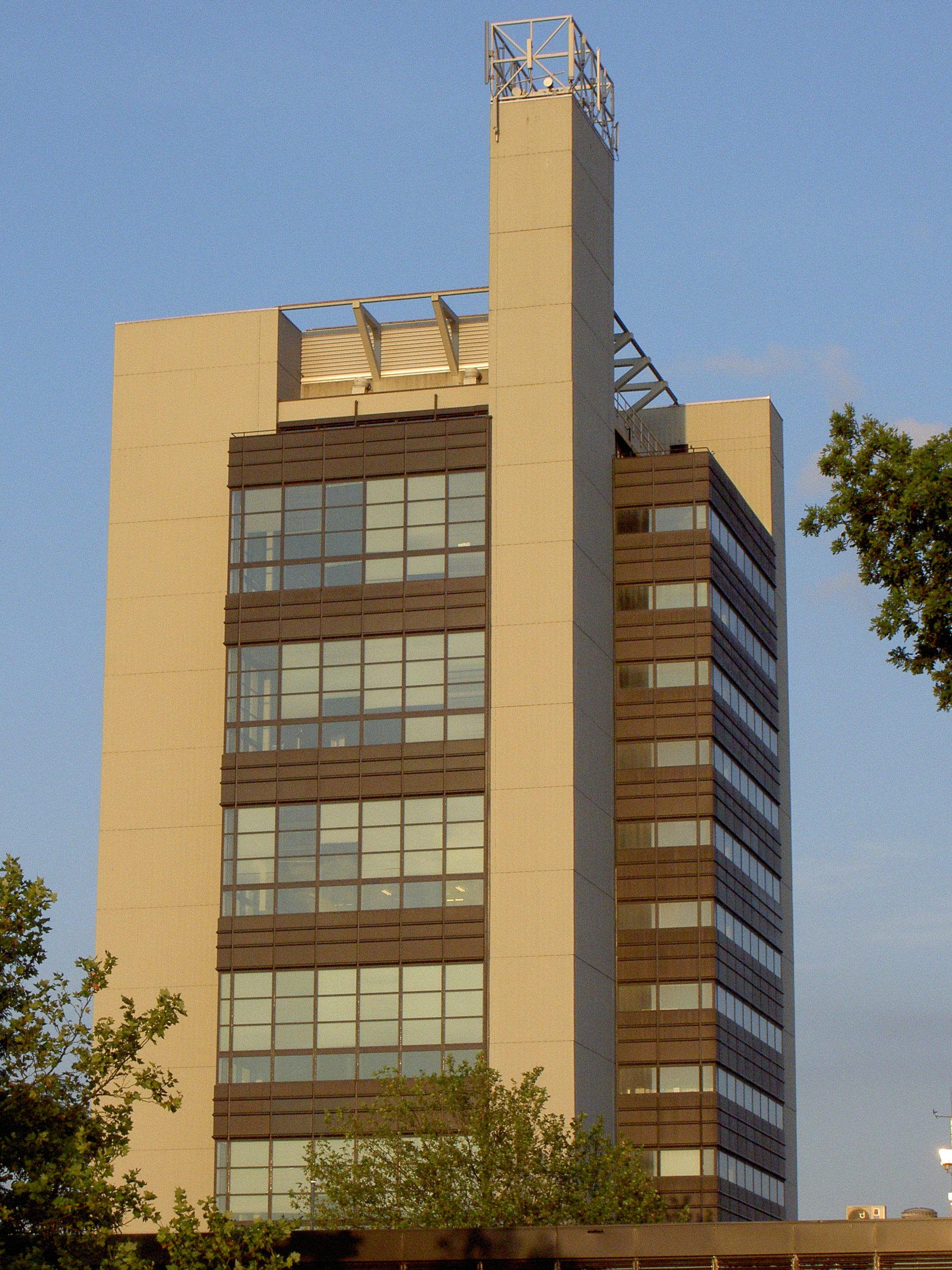
Horsttoren in avondlicht
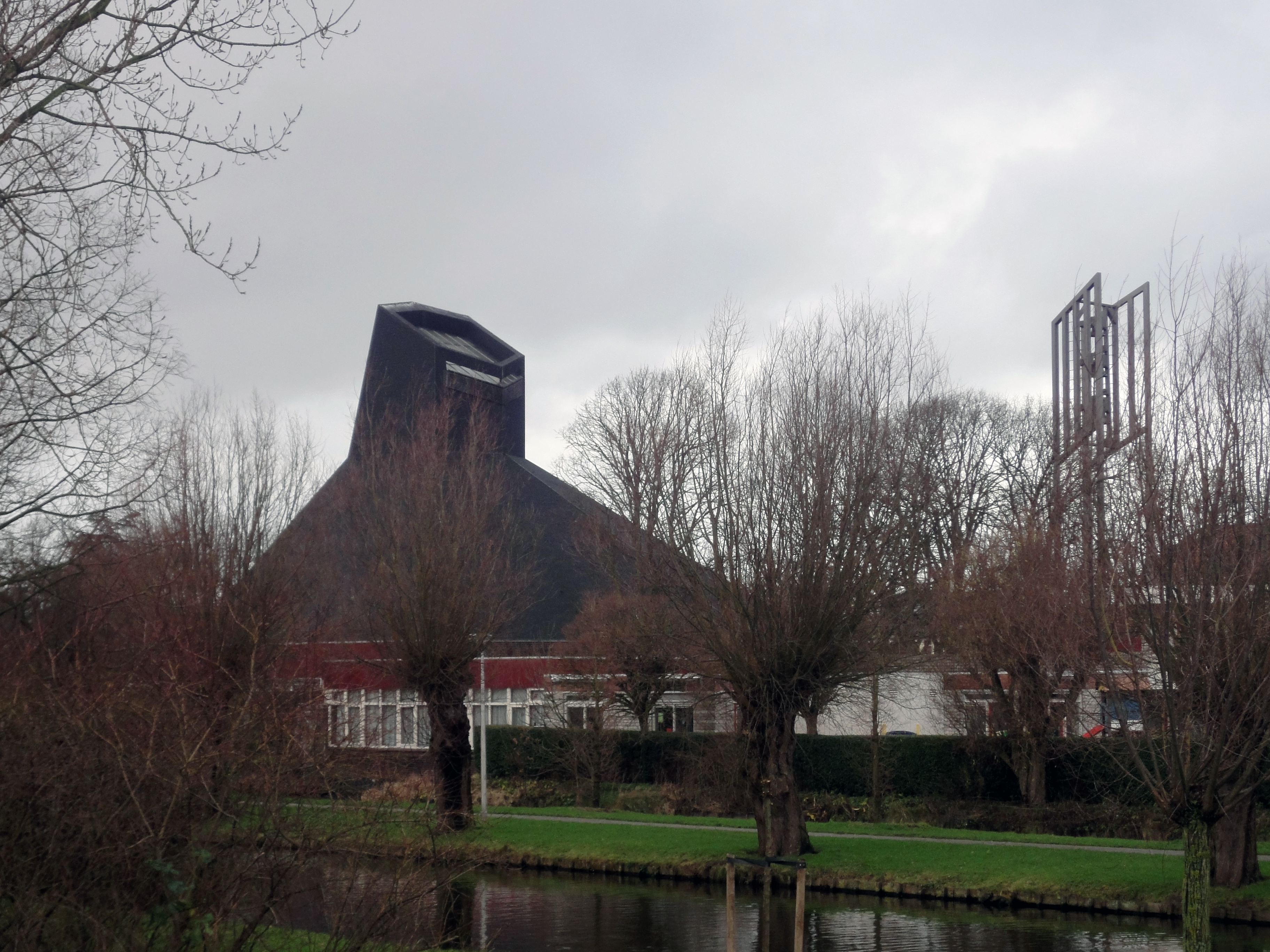
Sint-Josephkerk (Wateringen)
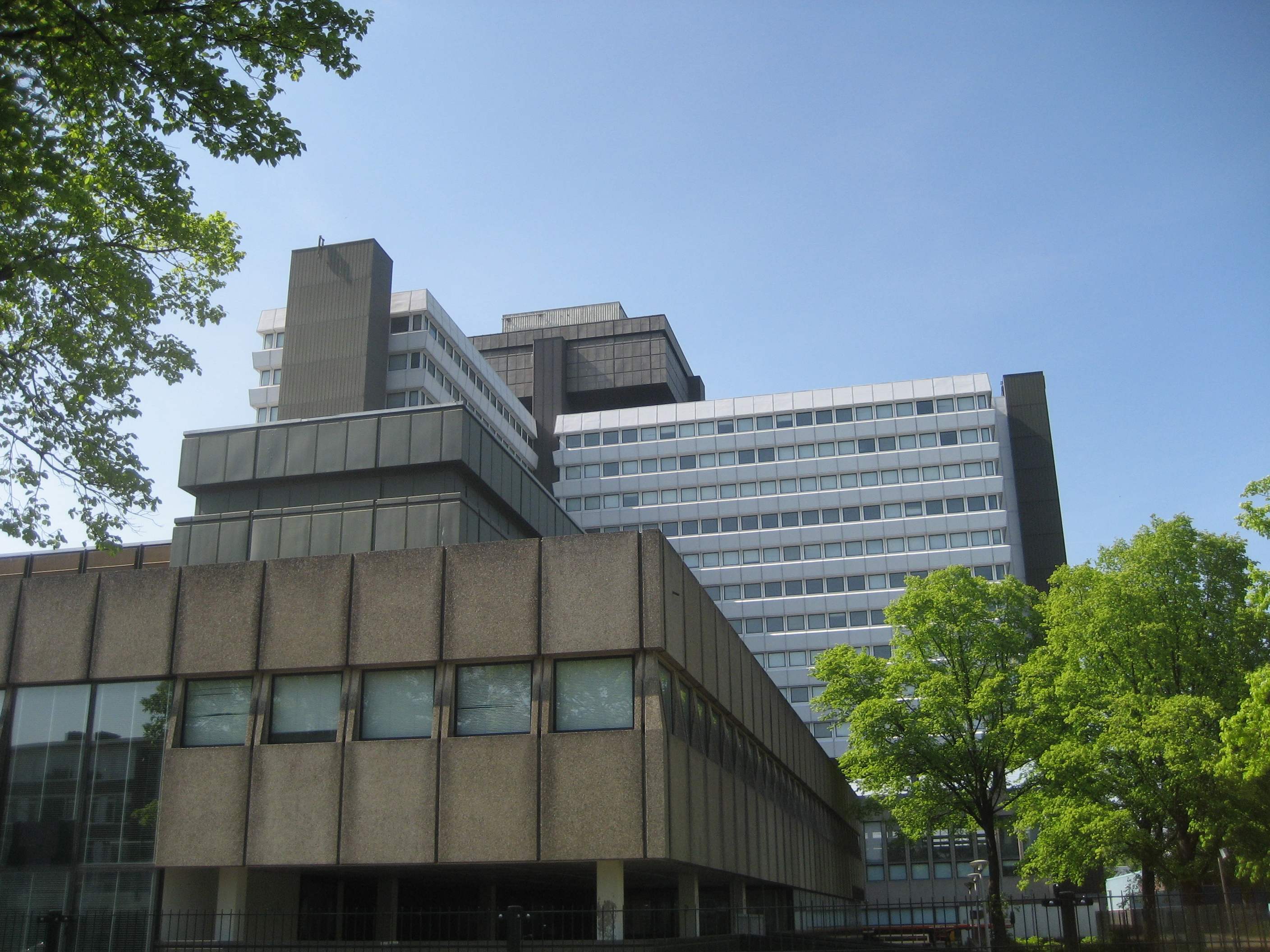
CBS Voorburg
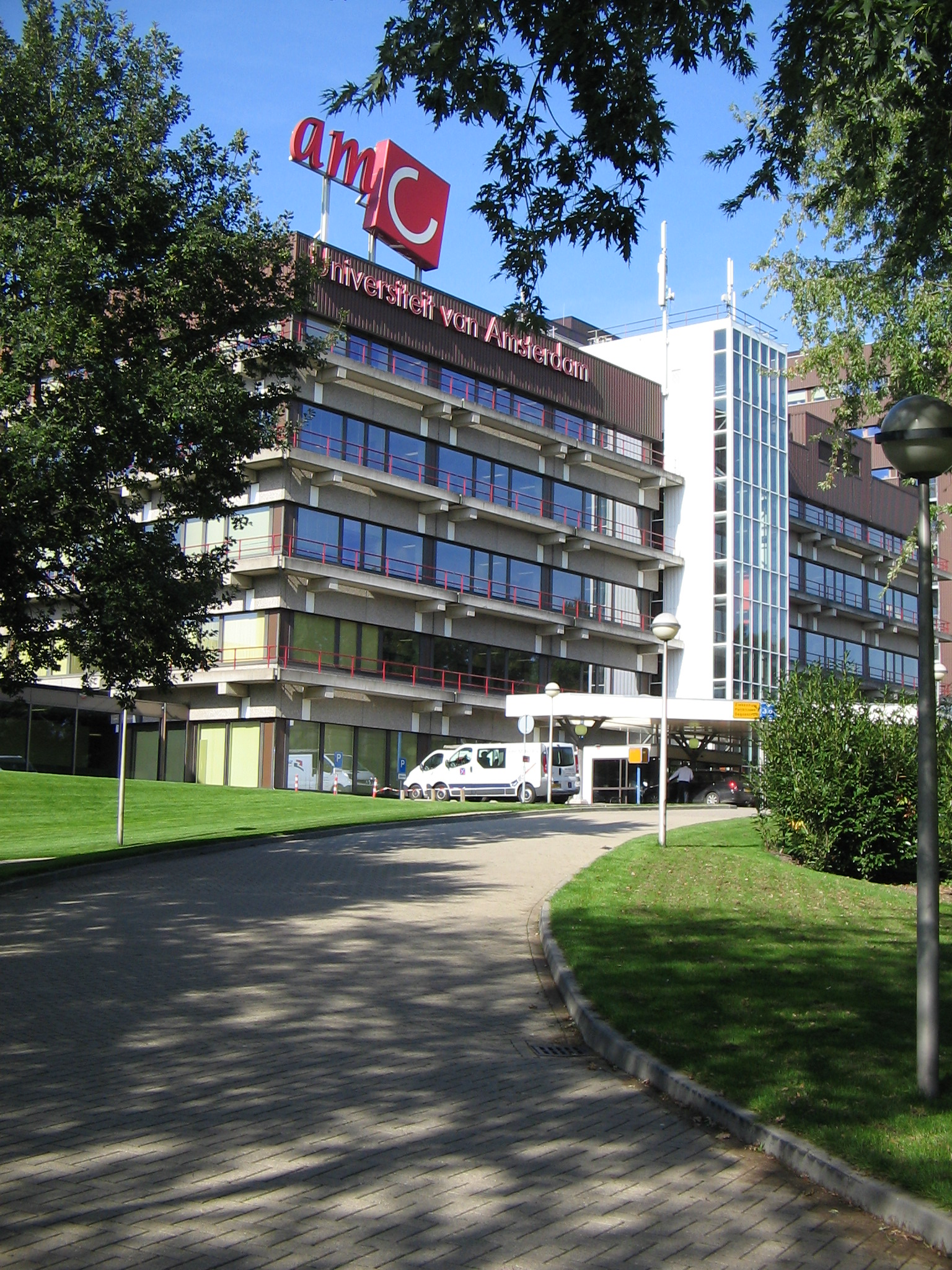
AMC, Faculteitsingang
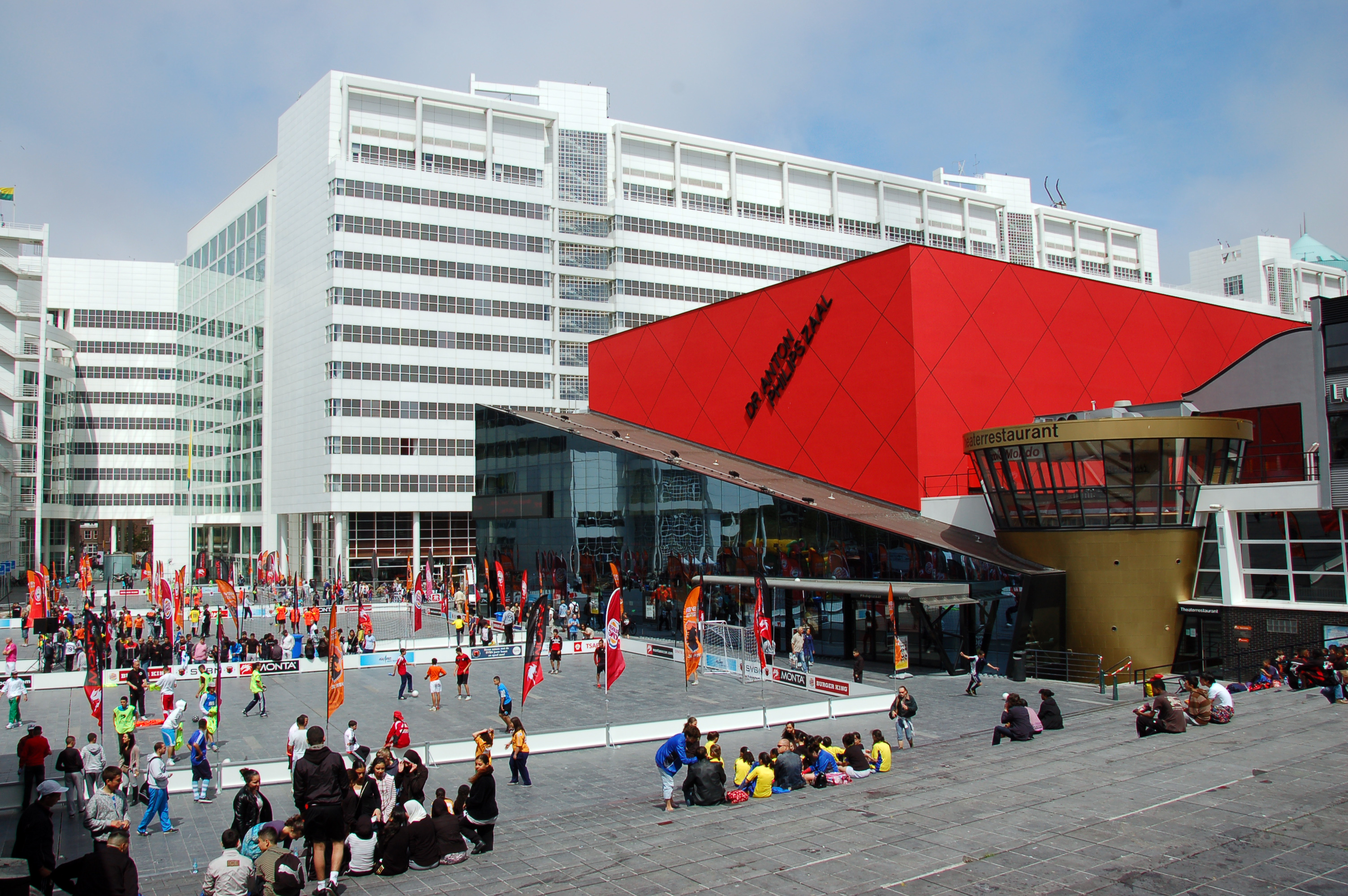
Anton Philipszaal (foto Ralf Roletschek)

## Publicatie
- 50 jaar Van Mourik Vermeulen Architecten. Den Haag, 2005. ISBN 90-9019346-4